# Rosina Mantovani Gutti

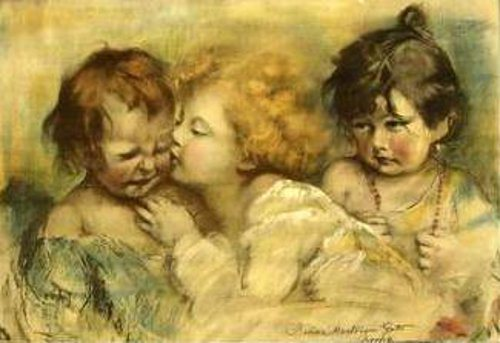
"La conciliadora", 1901

Rosina Mantovani Gutti (Roma, enero de 1851–Roma, febrero de 1943) fue una pintora italiana conocida por sus dibujos infantiles.

## Biografía
Se formó con su padre el pintor Alessandro Mantovani, y luego con Luis Seitz. En 1899 en Turín exhibió una serie de pasteles de tonos vaporosos y más tarde expuso en 1905 en París, donde se estableció un tiempo.
Además de por sus dibujos de niños, la recordamos también por retratar a personalidades como Eleonora Duse.